# Независимост (1873 – 1874)
Вижте пояснителната страница за други значения на Независимост.
„Независимост“ е български политически вестник, издаван първоначално в Букурещ през периода 1873 – 1874 г. от Любен Каравелов с активното сътрудничество на Христо Ботев. Отговорен редактор е Киро Тулешков. Неофициален орган на БРЦК.
От 1880 г. до 1883 г. издаването на вестника се възобновява в София и Пловдив като орган на Либералната партия с два броя седмично. Първият му брой излиза на 29 август/8 септември 1880 г., като се приема и продължала номерацията на букурещенския „Независимост“. Редактори последователно са Никола Сукнаров, К. Коев, Петко Каравелов, Петко Славейков и Драган Цанков, а вестникът се печата в печатниците Янко С. Ковачев и Богдан Прошек. Между сътрудниците му са Cт. Стамболов, Ив. Славейков, Ал. Людсканов, Хр. Белчев, П. Пешев, Д. В. Македонски, 3. Стоянов и Д. К. Попов. Води остра борба срещу консервативната партия и защитава либералните правителства. Вестникът е за проруска външнодържавна ориентация и против политиката на Александър I Батенберг, когото разобличава след суспендиране на Конституцията. 
През юли 1881 г. вестникът е спрян от властта в София, но продължава да се издава от емигриралите в Източна Румелия водачи на Либералната партия. През периода октомври 1881 - октомври 1882 изданието се проявява като изразител на схващанията на левите либерали. Води остра борба срещу Батенберг и режима на пълномощията в Княжеството, за възстановяване на Търновската конституция, напада консерваторите в Княжеството и в Източна Румелия и запазва проруска ориентация.
В навечерието на Съединението през 1885 г. в печатницата К. Т. Кушлев в София отново започва да се издава политически вестник под името „Независимост“. Редактира се от Димитър Петков и е с радикална фраза, изразител на идеите на крайните либерали-националисти в момента, когато се появяват пукнатини между тях и Петко Каравелов. Вестникът е против проруската политика на България и има за сътрудници З. Стоянов, д-р Странски, Димитър Ризов и Иван Стоянович. От 18 януари до 5 август 1886 г. е открито русофобски вестник, провеждащ политиката на либералите-стамболовисти в навечерието на отделянето им от Петко Каравелов.
Политически всекидневник под името „Независимост“ излиза и през периода 1921 - 1934 г. като орган на Националлибералната партия, основана в края на 1920 г. От 23 октомври 1923 нататък, след като стамболовистите начело с Никола Генадиев напускат Националлибералната партия, тя се разцепва и от 1932 г. излизат три вестника под името „Независимост“, всеки от които продължава номерацията на първоначалния орган.